# Lucio Balestrieri
Lucio Balestrieri (Venezia, 21 agosto 1930 – Venezia, 26 marzo 1987) è stato uno storico ed economista italiano.

## Biografia
Dopo aver conseguito il diploma di ragioneria, nel febbraio 1954 si laurea in Economia e Commercio presso l’Università degli Studi di Ca’ Foscari.
Dal 1955 al 1976 è impiegato presso la Camera di Commercio di Venezia dove ricopre incarichi di Dirigente, di Capo Ufficio Studi, Segretario della Borsa Valori e Redattore della rivista camerale. Negli stessi anni è Segretario Generale della Fondazione Guido Lovato per gli studi in materia di credito e finanza e ne cura i programmi di ricerca e di studio con cadenza annuale.
Nel 1960 pubblica L’istruzione professionale nelle scuole libere in rapporto allo schema di Ezio Vanoni, studio di carattere socio-economico editato dalla Camera di Commercio Industria e Agricoltura di Venezia.
Nel 1966 dà alle stampe il Profilo storico degli usi commerciali della navigazione interna in Italia. Ma è il 1968 che vede il suo esordio ufficiale con la pubblicazione del volume Banche pubbliche e problemi monetari a Venezia nei secoli XVI e XVII. L’opera approfondisce i temi dell’evoluzione bancaria europea dalla nascita della Banca di Amsterdam (1610), il cui regolamento monetario ricalca - secondo l’autore - quello del veneziano Banco di Rialto (1584), fino all’istituzione ad opera dell’olandese Guglielmo d’Orange della Banca d’Inghilterra (1694).
Nel 1978 pubblica Venezia presente e passato. Per una interpretazione ideologica della storia, storia economica e finanziaria di Venezia, nella quale è affrontato il tema dell’invenzione della carta moneta (1619), dell’istituzione della prima banca centrale che attua la monetazione del debito pubblico con conseguente trasformazione del ceto dominante da classe di mercanti a classe politica. In queste pagine viene comparato inoltre il funzionamento del Banco Giro veneziano e la Gosbank (Banca di Stato dell’URSS).
Tra il novembre e il dicembre 1980 collabora con la sede RAI di Venezia ad un programma radiofonico dal titolo L’invenzione della carta moneta ai primi del ‘600 e i suoi effetti sulla società veneziana del tempo conversazioni con il regista Cadore su temi veneziani, quali le istituzioni finanziarie nella Repubblica di Venezia, la Zecca di Venezia e infine un Dialogo con un interlocutore immaginario del tempo.
Il 23 gennaio 1981 tiene, presso la Fondazione Querini Stampalia, un seminario di studio per la Società Filologica Veneta dal titolo Questioni di Storia del Veneto tra Regionalismo e Recupero della propria cultura nazionale. L’indagine è rielaborata in cinque punti e pubblicata nella rivista Etnie. Scienza, Politica e Cultura dei Popoli Minoritari numero 1 (1981).
Tra il 1981 ed il 1982 è consulente per la mostra organizzata dal Comune di Venezia Le Istituzioni Finanziarie dello Stato Veneto.
Muore improvvisamente il 26 marzo 1987. A pochi mesi di distanza, benché a dieci anni dalla pubblicazione, il suo Venezia presente e passato è recensito sul Journal of European Economic History dalla penna di Domenico Sella, docente presso la University of Wisconsin - Madison.
Nel 1988 è pubblicato postumo il volume Veneto. Questioni di Storia della Società Veneta e dell’Economia Padana dalle Origini ad Oggi  sulla trasformazione della civiltà cittadina italiana in civiltà nazionale attraverso l’analisi delle sue istituzioni e della loro evoluzione.

## Opere
- L’istruzione professionale nelle scuole libere in rapporto allo schema di Ezio Vanoni, Venezia, Camera di Commercio, Industria e Agricoltura (1960).
- Profilo storico degli usi commerciali della navigazione interna in Italia, Venezia, Tipografia veneta (1966).
- Banche pubbliche e problemi monetari a Venezia nei secoli XVI e XVII, Venezia, Tipografia commerciale (1968).
- Venezia presente e passato: per una interpretazione ideologica della storia, Venezia, Universitaria Editrice (1978).
- Questioni di Storia del Veneto tra regionalismo e recupero della propria cultura nazionale, in Etnie. Scienza, Politica e Cultura dei Popoli Minoritari, 1 (1981).
- Economicità, profitto e razionalizzazione delle risorse finanziarie nell’impresa cooperativa, in Veneto Coop Notizie, nuova serie, Anno V, n. 7 (Maggio-Giugno, 1983).
- Veneto. Questioni di Storia della Società Veneta e dell’Economia Padana dalle Origini ad Oggi, Venezia, Libreria Universitaria Editrice (1988).